# Cendono (Dawe)
Cendono is een bestuurslaag in het regentschap Kudus van de provincie Midden-Java, Indonesië. Cendono telt 10.722 inwoners (volkstelling 2010).